# Opi Sabí
Gai Opi Sabí (en llatí: Oppius Sabinus) va ser un militar romà de rang consular, que vivia al segle i. Formava part de la gens Òpia, una antiga gens romana d'origen plebeu. Domicià el va enviar contra els dacis. La seva expedició no va resultar afortunada i Sabí i els seus homes van ser derrotats i aniquilats pels enemics. Aquest rang consular no se sap de què derivava, ja que als Fasti no apareix el seu nom.